# Ceratoporia
Ceratoporia är ett släkte av svampar. Ceratoporia ingår i familjen Ceratobasidiaceae, ordningen Cantharellales, klassen Agaricomycetes, divisionen basidiesvampar och riket svampar.
|             | Rhizoctonia                            |
|             |                                        |
|             | Ceratorhiza                            |
|             |                                        |
|             | Scotomyces                             |
|             |                                        |
|             | Ceratobasidium                         |
|             |                                        |
|             | Thanatephorus                          |
|             |                                        |
|             | Moniliopsis                            |
|             |                                        |
| Ceratoporia | \| \| Ceratoporia perplexa \| \| \| \| |
|             | \| \| Ceratoporia perplexa \| \| \| \| |
|             | Cejpomyces                             |
|             |                                        |
|             | Ceratoporia perplexa                   |
|             |                                        |

|  | Ceratoporia perplexa |
|  |                      |